# كلية الطب البيطري بجامعة فلوريدا
كلية الطب البيطري بجامعة فلوريدا (بالإنجليزية: University of Florida College of Veterinary Medicine)‏ هي المدرسة البيطرية التابعة لجامعة فلوريدا في جينزفيل بولاية فلوريدا. تسجل الكلية طلاب الدراسات العليا فقط ولا يلتحق بها طلاب جامعيين.
تأسست في عام 1976، وهي واحدة من ست كليات أكاديمية ومدارس يتألف منها مركز ج. هيليس ماير للعلوم الصحية بالجامعة. تقع الكلية في حرم جامعة غينسفيل بولاية فلوريدا.
في عام 2018 ، خصصت الكلية 18.8 مليون دولار في نفقات الأبحاث و 26.7 مليون دولار في الخدمات السريرية.

## أكاديميون
تقدم كلية الطب البيطري درجة الدكتوراه في الطب البيطري في الحرم الجامعي. اعتبارًا من عام 2018 ، يشمل تسجيل دكتوراه طب بيطري الحالي 452 طالبًا.
اعتبارًا من 2018 ، يحضر 69 طالبًا بالكلية ف برامج الدراسات العليا لشهادات الماجستير أو الدكتوراه . 95 الطلاب مسجلين في برنامج الماجستير عبر الإنترنت بالكلية.

## نظام الكلية
تنقسم الكلية إلى ستة وحدات
- إدارة الكلية
- قسم العلوم السريرية للحيوانات الكبيرة (LACS)
- قسم الأمراض المعدية وعلم الأمراض
- قسم العلوم الفسيولوجية
- قسم العلوم السريرية للحيوانات الصغيرة (SACS)
- المستشفيات البيطرية بجامعة فلوريدا

## مستشفيات الحيوانات
تشمل مستشفيات جامعة فلوريدا البيطرية مستشفى جامعة فلوريدا للحيوانات الصغيرة ومستشفى جامعة فلوريدا للحيوانات الكبيرة. تعتبر مستشفيات جامعة فلوريدا البيطرية مركزًا رئيسيًا لإحالة الحيوانات في الجنوب الشرقي. ما يُقدر بـ 44000 حيوان تتم معالجته كل عام في مستشفيات جامعة فلوريدا البيطرية أومن خلال الزيارات الميدانية. 

## تصنيف
في تصنيفات أخبار الولايات المتحدة وخبر العالم (U.S. News and World Report) 2019 ، احتلت الكلية المرتبة التاسعة بين جميع كليات الطب البيطري .

## مرفق الصور

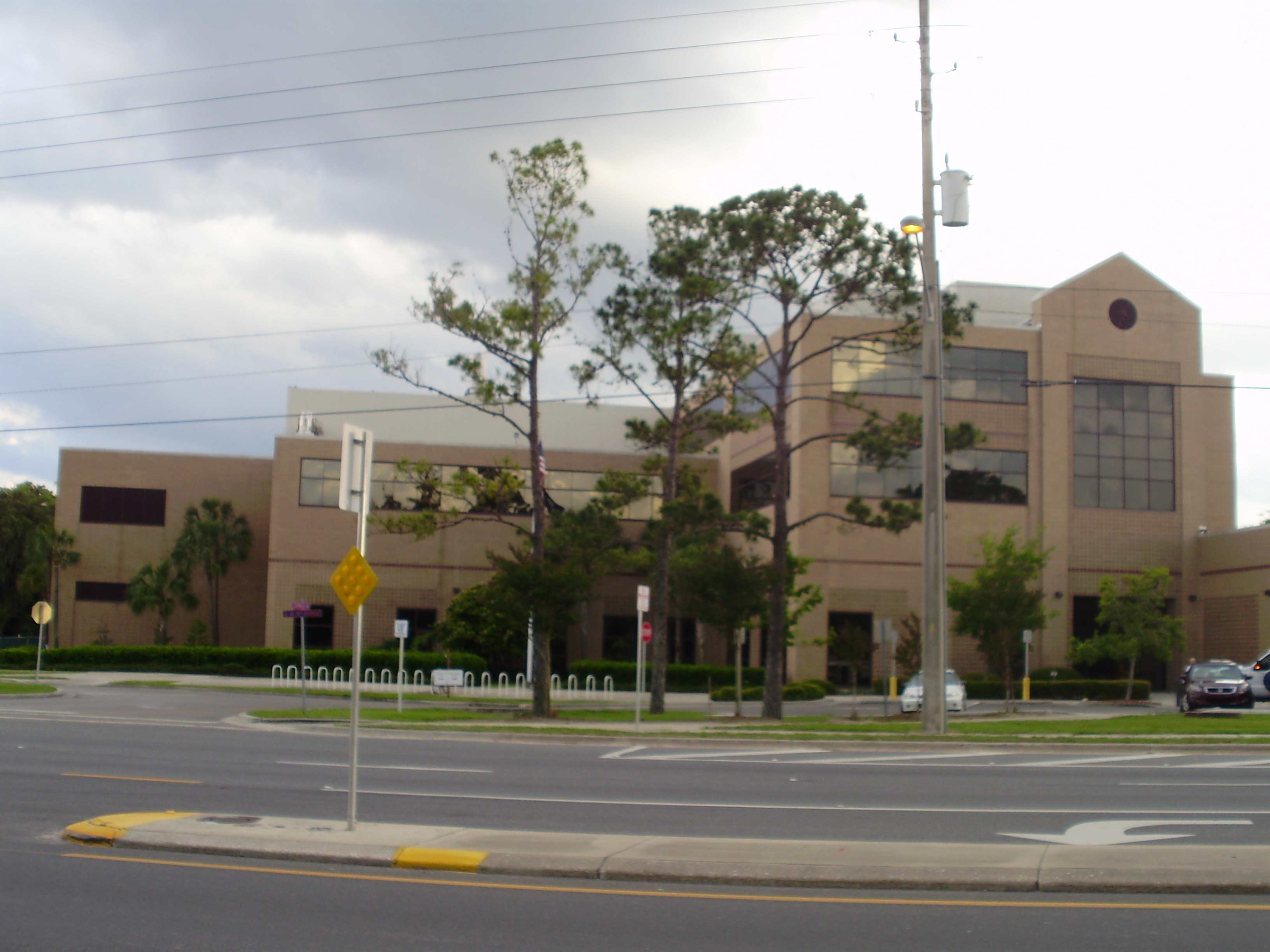
الجناح الأكاديمي
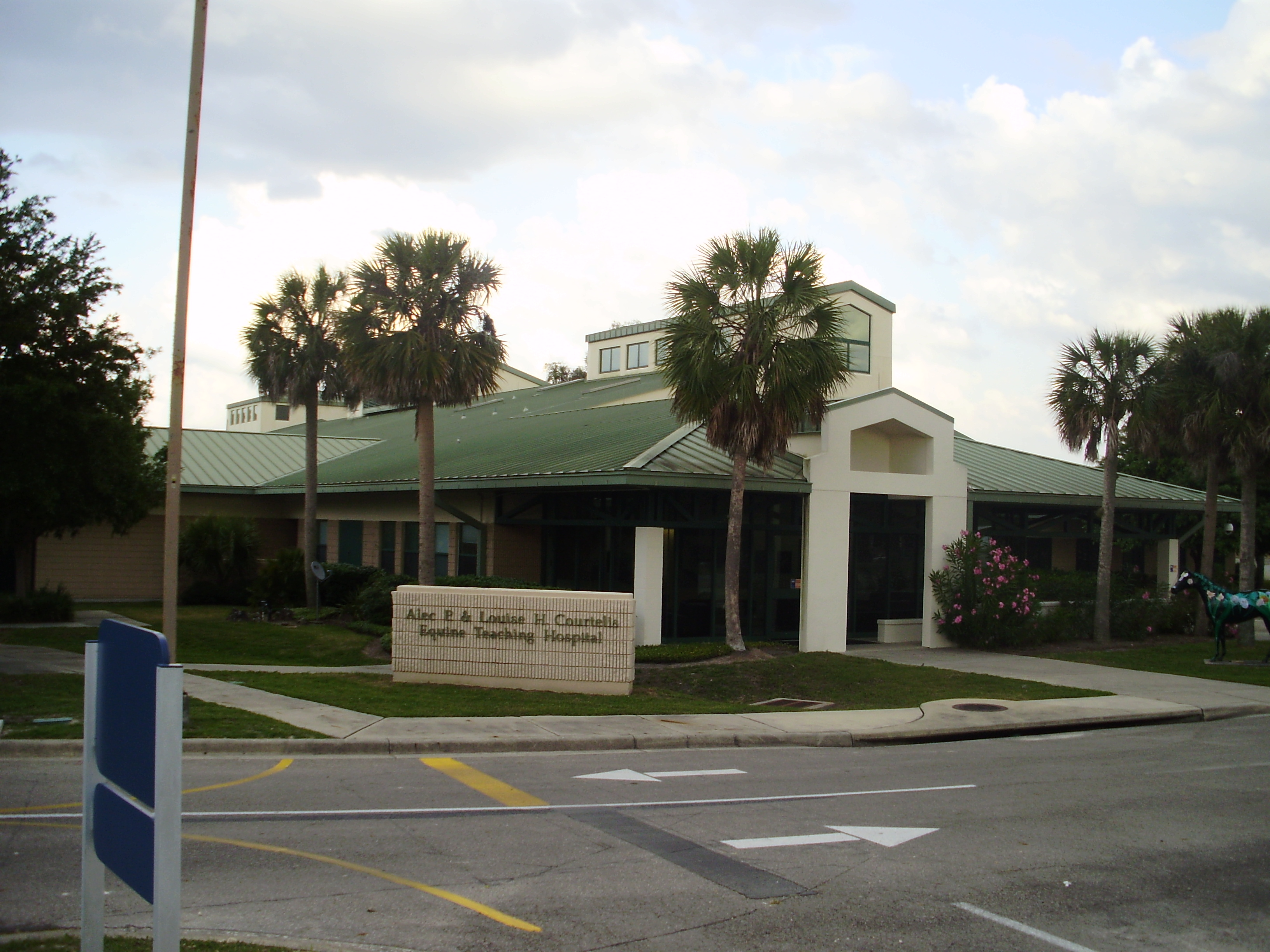
مستشفى كورتيليس الخيول التعليمي
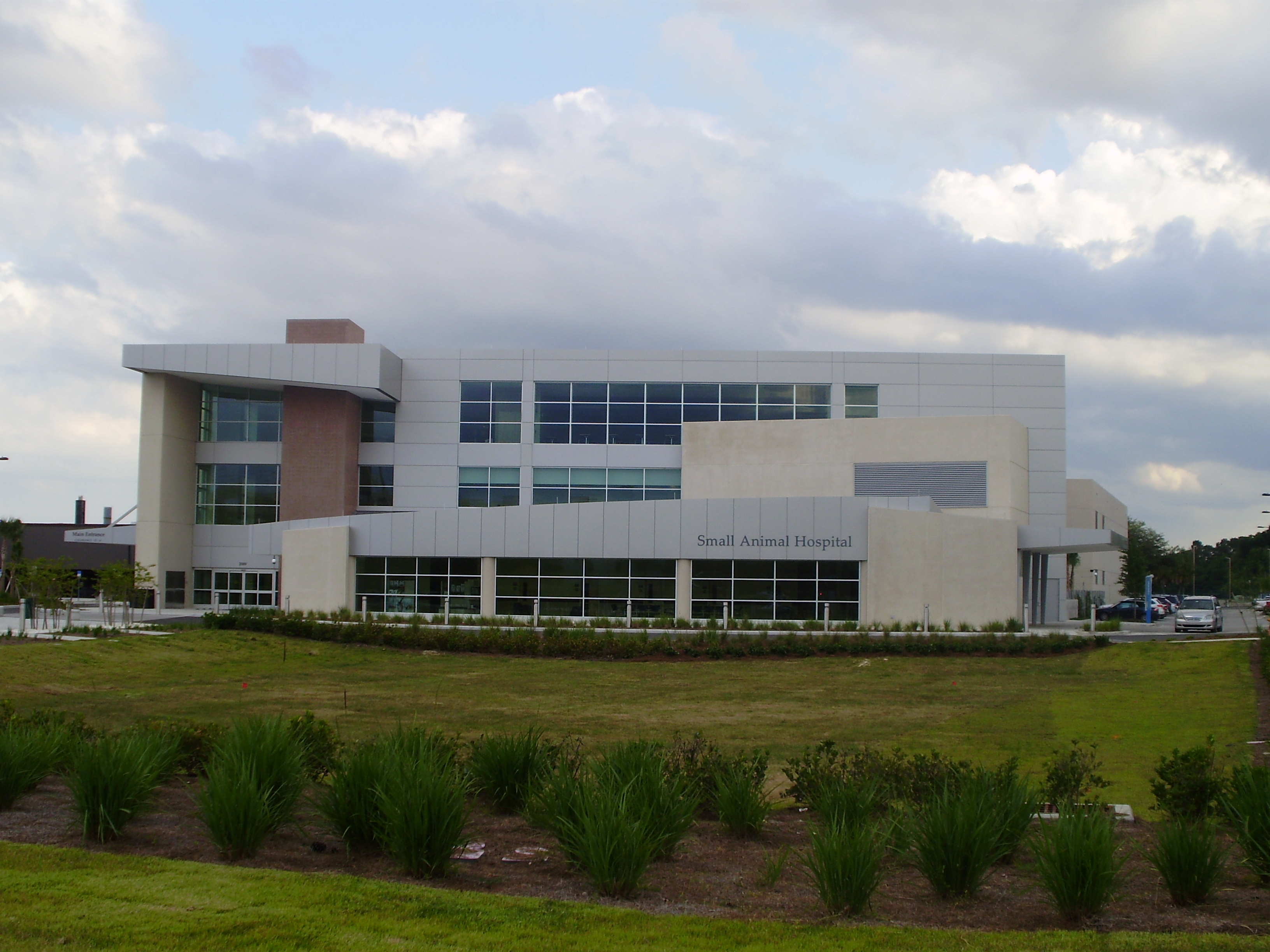
مركز التعليم والبحوث السريرية (CERC)
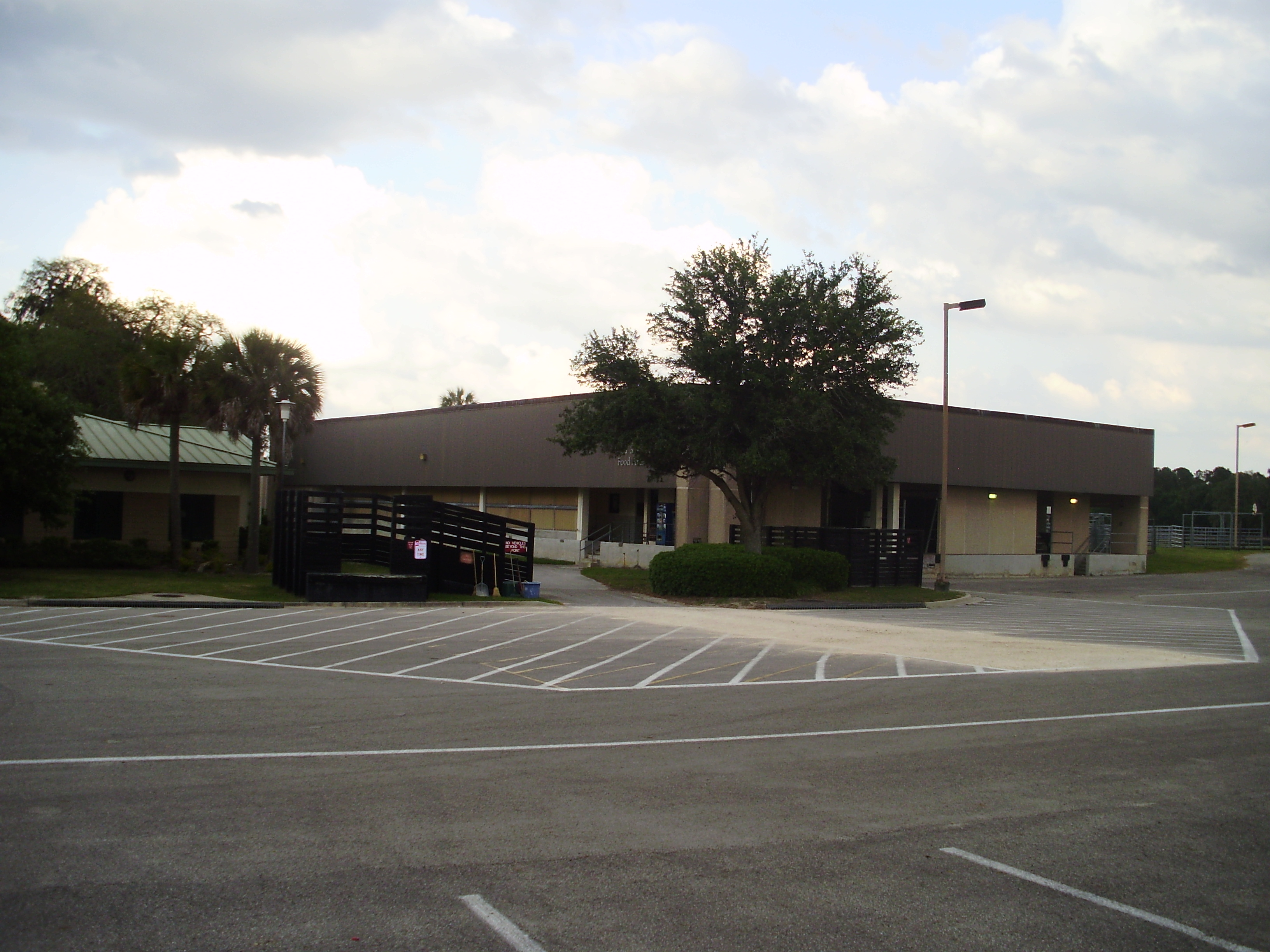
عيادة طعام الحيوان